# Заратустра
Зороастър, също Заратустра (на авестийски език: Zaraθuštra, Zarathustra, на старогръцки: Ζωροάστηρ Zōroastēr / Ζωροάστρης Zōroástrēs) е ирански религиозен реформатор, основоположник на зороастризма, държавна религия на Персия от времето на Ахеменидите до края на Сасанидската епоха. Името Зороастрос (Ζωροάστρης) е гръцка транслитерация на авестийското Заратустра.
За Зороастър (Заратустра) се приема, че е автентична историческа личност, но периодът, в който е живял, остава неясен. Поради разминаването между историческата фактура и езотеричната традиция, някои учени (историци и теолози) предполагат различни хронологични варианти за живота му в твърде широкия период между 18 и 6 век пр.н.е. Група учени се опитват да конкретизират Зороастър, като поставят неговия живот около 1200 г. пр.н.е.
Според посоченото обаче в летописите на т.нар. пехлавийската хроника, отразяваща писмено късната зороастрийска традиция, той се появява в двора на своя покровител Вищасп (представител на късната династия Кеаниди) на 42-годишна възраст и е живял 77 г. Тази поява се определя като 258 г. преди победата на Александър Велики над Дарий III (330 г. пр. Хр.) Проследяването на посочените стойности води към началната 588 г. пр. Хр., в която Зороастър е започнал своята дейност във владетелския двор. Такава ориентация позволява да се изгради предположението, че исторически пророкът е живял някъде между средата на VII и средата на VI век пр. Хр., 630 – 553 г. пр. Хр.
Допълнителното объркване става поради факта, че в духовната практика името Заратустра (в други варианти Назаратус) е използвано и от по-късни духовни водачи, които са се идентифицирали с първичния Заратустра. Пак според много по-късната традиция се счита, че пророкът е починал (загинал) в град Балх, макар да има много исторически резерви и археологически неизвестни около това предположение. Най-старият археологически пласт в града е установен към VII век пр. Хр., което прави връзката Балх-Зороастър преди този период невъзможна.
Зороастър е бил неразбран и изгонен от своите родственици, т.е. във владението на кави Вищасп той е гост. Епичните материали разказват, че враговете на това владение, родствените сакски народи, наричани „турите с бързите коне“, достигнали до божествената хварна (предопределението за власт сред иранските народи), като го превзели. В тези събития се търси и смъртта на пророка.
Зороастър предприема реформа сред вярванията, битували в древноиранското общество. Той предлага ново разпределение на отговорностите сред древните божества върху съвършено нова основа. Поставя като централен въпроса за морала. Пророкът предлага модела на Глобалния свят като сблъсък на 2 крайни величини, на 2 космични колоса. Основата на неговото учение е осъзнаването на борбата между силите на Доброто и Злото. В частен план то предполага избора на човека. В „Гатите“ (песнопения), които се приписват на Зороастър, се говори за Двата първични духа и за враждата им, извеждайки тяхното общо начало – Ахура Мазда. Едва в по-късната зороастрийска традиция при Ахеменидите тези 2 духа придобиват дуалистична идентификация на 2 бога (Ормазд и Ариман) – на светлина и мрак. Ето защо е неправилно да се свързва пряко Зороастър с онази дуалистичност, която се е развила по-късно в учението.
Основно божество в тази традиция е Ахура Мазда, чието име се превежда като Великата аура и се отнася към Духа на Слънцето, който може да бъде съзерцаван зад интензивната светлина на Слънцето с духовното зрение на адепта зороастриец.
Чрез интерпретация името му се превежда като Златна звезда, а според друга като Онзи, който обичаше Светлината.
Съвременната концептуална рамка на Езотеричното християнство, твърде близка до гностичната гледна точка на ранното християнство, нарежда Заратустра сред основните духовни лидери, подготвили проявата на Слънчевия логос – Христос, през посветения от Назарет – Исус.

## Вижте още:
,,Тъй рече Заратустра", Фридрих Ницше